# Новосилишинский сельсовет
Новосилишинский сельсовет — сельское поселение в Усть-Таркском районе Новосибирской области Российской Федерации.
Административный центр — село Новосилиш.

## История
Статус и границы сельского поселения установлены Законом Новосибирской области от 2 июня 2004 года № 200-ОЗ «О статусе и границах муниципальных образований Новосибирской области»

## Население
| 2002 | 2010 | 2012 | 2013 | 2014 | 2015 | 2016 |
| ---- | ---- | ---- | ---- | ---- | ---- | ---- |
| 500  | ↘353 | ↘347 | ↗352 | ↘331 | ↘326 | ↘309 |
| 2017 | 2018 | 2019 | 2020 | 2021 |      |      |
| ↘294 | ↘276 | ↘272 | ↘270 | ↘254 |      |      |

## Состав сельского поселения
| № | Населённый пункт | Тип населённого пункта       | Население |
| - | ---------------- | ---------------------------- | --------- |
| 1 | Новосилиш        | село, административный центр | ↘253      |
| 2 | Родькино         | деревня                      | ↘6        |
| 3 | Силиш            | деревня                      | ↘94       |